# Rybakówka (powiat ciechanowski)
Rybakówka – kolonia w Polsce, w województwie mazowieckim, w powiecie ciechanowskim, w gminie Gołymin-Ośrodek.
Do 2023 miejscowość była częścią wsi Ruszkowo.
W latach 1975–1998 Rybakówka administracyjnie należała do województwa ciechanowskiego.